# Кива Олексій Минович
Олексій Минович Кива (нар. 23 березня 1915 — пом. 25 березня 1945) — радянський військовик часів Другої світової війни, заступник політрука роти 348-го стрілецького полку 51-ї стрілецької дивізії (13-та армія, Північно-Західний фронт), молодший політрук. Герой Радянського Союзу (1940).

## Біографія
Народився 23 березня 1915 року в селі Мошориному Олександрійського повіту Херсонської губернії Російської імперії (нині — Знам'янський район Кіровоградської області) в селянській родині. Українець. Закінчив 6 класів. Один з перших комсомольців села, організатор лікнепу, завідувач хатою-читальнею, комсомольський ватажок, заступник голови колгоспу.
До лав РСЧА призваний Новопразьким РВК у 1937 році. Закінчив Одеське артилерійське училище. Учасник радянсько-фінської війни з грудня 1939 року.
Особливо відзначився 25 лютого 1940 року в боях за станцію Талі і селище Репола. У складі бойової ударної групи стрілецької роти двічі проривався на ворожий фланг і утримав особливо важливу висоту на шляху наступу радянських військ. Будучи пораненим, не залишив поле бою. Член ВКП(б) з 1940 року.
Учасник німецько-радянської війни з 1941 року. Воював на Західному, Південно-Західному й 2-му Українському фронтах.
22 жовтня 1944 року ворог значними силами танків і піхоти перейшов у наступ. Заступник командира з політчастини 196-го окремого винищувального протитанкового артилерійського дивізіону 409-ї стрілецької дивізії 5-ї гвардійської армії капітан О. М. Кива перебував у батареї на самій відповідальній ділянці оборони. За нетривалий час бою батарея підпалила 3 і підбила 1 танк «Panzer VI Tiger». Коли ворожі автоматники впритул наблизились до гармат батареї, він підняв бійців у контратаку. Отримавши важке поранення, не залишив поле бою, доки ворог не був відкинутий на попередній рубіж.
25 березня 1945 року загинув у селі Сак, поблизу міста Естерґом в Угорщині.

## Нагороди
Указом Президії Верховної Ради СРСР від 7 квітня 1940 року за зразкове виконання бойових завдань командування на фронті боротьби з фінською білогвардійщиною та виявлені при цьому відвагу і героїзм, молодшому політрукові Киві Олексію Миновичу присвоєне звання Героя Радянського Союзу з врученням ордена Леніна і медалі «Золота Зірка» (№ 505).
Також був нагороджений орденом Вітчизняної війни 1-го ступеня (06.03.1945).

## Пам'ять
Ім'ям Олексія Киви названо одну з вулиць рідного села.